# Праведники народов мира на Украине
Праведники народов мира на Украине — жители и граждане Украины, спасавшие евреев в период Холокоста, которым присвоено почётное звание «Праведник народов мира» от израильского мемориального института «Яд Вашем» «в знак глубочайшей признательности за помощь, оказанную еврейскому народу в годы Второй мировой войны».
Такие звания присвоены 2707 украинцам.

## Праведники Украины
Во время и после окончания Великой Отечественной войны сам Холокост и факты спасения евреев замалчивались в СССР. По определённым идеологическим причинам вспоминать о своём спасении или быть «спасителем евреев» было рискованно.
В связи с тем, что дипломатические отношения СССР и Государства Израиль в после 1967 года были разорваны, было невозможно для спасённых евреев и чиновников из Израиля подавать или получать любую информацию на Украине. Поэтому поиск «праведников народов мира» на Украине активизировался относительно поздно, после распада СССР. Тема «праведников мира» на постсоветском пространстве начала подниматься еврейскими организациями бывших узников гетто и концлагерей, так как среди их членов было большое количество евреев, спасённых неевреями в годы войны.
Было упущено много лет, за которые умерли многие, кто по праву мог претендовать и быть удостоенным этого почётного звания. Живых спасителей, свидетелей и самих спасённых осталось немного. На 2025 год на Украине числится 2707 человек, удостоенных звания «праведников народов мира».
По данным Яд Вашем, это число не полностью отражает реальное количество случаев спасения. По сей день работа по поиску продолжается. В основном этим занимаются представители еврейских организаций, местных еврейских общин, а также отдельные лица.
Первой украинкой, внесенной в список Праведников народов мира, стала Иосифа (Олена Витер) (19 февраля 1976 года. До и после этой даты Яд ва-Шем в основном указывал праведников-украинцев как граждан Польши или СССР).
Сегодня Украина занимает четвёртое место по числу «праведников» после Польши, Нидерландов и Франции.
В марте 2021 Объединённая еврейская община Украины совместно с Украинским института изучения Холокоста «Ткума» создали цифровой проект «Праведники наpoдов мира. Украина», целью которого является почтить подвиг украинцев, которые в годы нацистского террора рисковали собственной жизнью и жизнями своих родных для спасения евреев, а также распространить информацию о людях, которые оказывали помощь еврейскому населению, несмотря на смертельную опасность для себя и близких. На момент запуска проекта в базе содержались общие данные о 2569 Праведников, и к 121 Праведнику была добавлена биография и история спасения.

## Праведники в Одессе

### Среди первых
В Одессе одними из первых, кто был удостоен почетного звания «Праведник народов мира», стала семья Шевалёвых. Евгений Александрович, доктор наук, профессор, в годы оккупации Украины был заведующим Одесской психиатрической больницей. Он спас от смерти многих своих больных, в том числе более трёхсот евреев, среди которых были сотрудники больницы и другие граждане Одессы.
Надежда Ивановна Коломийченко и её родители в Доманевке прятали трёх человек. Один из спасённых — Штаркман Семён, стал её мужем.
Народный артист Украины — Генрих Осташевский, также был удостоен почётного звания. В годы Великой Отечественной войны он и его семья спасли две еврейские семьи.
И таких примеров в истории Украины, в частности в Одессе и регионе множество.

### Награждены посмертно
Семья Волошиных — Анна Волошина и Емельян Волошин, родители ныне живущего Василия Волошина, Праведника народов мира, были удостоены этого высокого звания посмертно.
Приёмные родители спасённой бывшей узницы Владовой Мальвины, Яков и Александра Ясинские, были удостоены посмертно почётного звания Праведник народов мира.
Приёмные родители спасённой Тимченко Людмилы, которая скрывалась на оккупированной территории, Тимченко Мирон и Тимченко Евдокия уже посмертно были удостоены этого высокого звания.
В Одессе и регионе почётным званием Праведник народов мира были удостоены более 250 человек. 200 из них были награждены при жизни, остальные посмертно. И в память о них, в Прохоровском сквере высажена именная аллея.

### Те, кто живы
К середине 2010-х годов из спасителей евреев в живых оставалось всего несколько человек.
Данильянц Олимпиада Георгиевна — 1922 г.р. В 2002 году Олимпиада Гергиевна была награждена президентом Украины орденом «За заслуги» III степени.
Егорова Ирина Ивановна — 1920 г. р.. В годы оккупации она прятала в своём доме евреев.
Их имена запечатлены в одесском музее «Холокоста», в экспозиции, посвящённой «Праведникам народов мира» Одессы и региона.

### Помощь Праведникам
После основания Одесской региональной ассоциации бывших узников гетто и концлагерей под руководством Шварцмана Романа Марковича была выделена специальная группа людей из числа членов совета ассоциации, которая активно занимается выявлением тех, кто во времена войны спасал евреев. И уже по итогу выявления оформляет документы и отправляет в Яд Вашем на рассмотрение. За время создания ассоциации было обнаружено более 250 человек.
«Праведники народов мира» в Одессе являются членами ассоциации бывших узников, пользуются всеми социальными льготами, как и пережившие Холокост. «UJA Federation of New York» — еврейско-американский фонд для «праведников», оказывает им финансовую помощь. Ежемесячную социальную продовольственную и медицинскую помощь также оказывает им Хесед.
Члены ассоциации с глубоким уважением относятся к этим людям. Проводятся их чествование, посещение на дому, оказание всесторонней помощи этим людям. С 2002 года совет ассоциации принял решение ходатайствовать перед президентом о награждении их орденом за мужество.
Около 15 человек из числа «Праведников» получили и государственные награды Украины, в том числе: Волошин Василий Емельянович, Данильянц Олимпиада Георгиенва, Егорова Ирина Ивановна, Еременко Клавдия Ивановна, Коломийченко Надежда Ивановна и другие.

## Список праведников
Список не полный и находится в процессе наполнения
- Ефросиния Яремчук (1922—2020), её сестра Марфа Яремчук и муж Адам Гуменюк спасли пять евреев семьи Либман[34]. 2 февраля 2010 года израильский Институт Катастрофы и героизма «Яд ва-Шем» присвоил Ефросинии Гуменюк почётное звание «Праведник народов мира»[35][36]. В 2020 году Ефросиния Яремчук снялась в проекте «Праведники» Мемориального центра Холокоста «Бабий Яр»[37].